# 1997 في إيطاليا
فيما يلي قوائم الأحداث التي وقعت خلال عام 1997 في إيطاليا.

## سياسة

### انتهاء فترة المنصب
- 12 مايو – ماتيو سالفيني member of City Council  [لغات أخرى]‏.

## أفلام
من الأفلام التي صدرت هذه السنة في إيطاليا:
- 1 يناير – افتح عينيك من إخراج أليخاندرو آمينابار.
- 1 يناير – دايلايت من إخراج روب كوهين.
- 20 ديسمبر – الحياة جميلة من إخراج روبيرتو بينيني.

## كتب
من الكتب التي صدرت هذه السنة في إيطاليا:
- 1 يناير – البرج من تأليف فاليريو ماسيمو مانفريدي.
- 1 مارس – رأس داماساثنو مونتيرو الضائع من تأليف أنطونيو تابوكي.

## مواليد

### يناير
- 14 يناير – فرانشيسكو بانيا متسابق دراجات نارية إيطالي.

### فبراير
- 12 فبراير – ماتيو فيراري متسابق دراجات نارية إيطالي.

### يوليو
- 4 يوليو – أنتوني غروبي
- 24 يوليو – لورينزو بيتراركا

### أغسطس
- 10 أغسطس – لوكا ماريني

### أكتوبر
- 25 أكتوبر – فيديريكو تشيزا لاعب كرة قدم إيطالي.

### ديسمبر
- 30 ديسمبر – إنيا باستيانيني متسابق دراجات نارية إيطالي.

### مارس
- 2 مارس – أمليتو فريناني (مواليد 1932) لاعب كرة قدم إيطالي.

### يوليو
- 15 يوليو – جياني فيرساتشي (مواليد 1946)
- 17 يوليو – بيانكو بيانكي (مواليد 1917) درّاج طريق إيطالي.

### أغسطس
- 14 أغسطس – غويدو فينسينزي (مواليد 1932) لاعب ومدرب كرة قدم إيطالي.

### سبتمبر
- 4 سبتمبر – ألدو روسي (مواليد 1931)
- 12 سبتمبر – إلسا دي جيورجي (مواليد 1914) ممثلة إيطالية.

### ديسمبر
- 8 ديسمبر – والتر مولينو (مواليد 1915) رسام كتب إيطالي.